# Conferencia Episcopal de Honduras

La Conferencia Episcopal Honduras es una institución católica de carácter permanente que de acuerdo al Concilio Vaticano II , asocia a los Obispos de Honduras para establecer directrices de gobierno pastoral de acuerdo con lo que pide la Iglesia Católica.

## Función
La conferencia episcopal tiene como función la evangelización de manera organizada y conjunta de los obispos católicos que rigen las Diócesis de este país centroamericano.

## Directiva
La directiva es elegida por votación por todos los obispos miembros de la Conferencia Episcopal.
DIRECTIVA ACTUAL
| CARGO              | NOMBRES                           | OBISPO DE LA                 | EDAD    |
| ------------------ | --------------------------------- | ---------------------------- | ------- |
| PRESIDENTE         | Excmo. Mons. José Vicente Nácher" | Arquidiócesis de Tegucigalpa | 60 Años |
| VICEPRESIDENTE     | Excmo. Mons. Teodoro Gomez Rivera | DIÓCESIS DE CHOLUTECA        | 62 Años |
| SECRETARIO GENERAL | Excmo. Mons. Walter Guillén Soto  | DIÓCESIS DE GRACIAS          | 63 Años |
| SECRETARIO ADJUNTO | Rever. Emigdio Duarte Figueroa    | [[]]                         |         |

## Miembros
Los miembros de la Conferencia Episcopal de Honduras (CEH) son:
Todos los Arzobispos y Obispos residenciales, los Administradores y Vicarios Apostólicos, los Administradores Diocesanos, y los demás que por derecho se equiparan a los Obispos Diocesanos. Los Arzobispos y Obispos Coadjutores y Auxiliares.Los Obispos Titulares que ejerzan un oficio pastoral al servicio de toda la Iglesia en Honduras, por encargo de la Santa Sede o de la Conferencia Episcopal.
En funciones son:
- Cardenales Arzobispos: 0
- Patriarca: 0
- Arzobispos: 2
- Obispos: 8
- Obispos Auxiliares: 0

Jubilados (eméritos) son :
- Cardenales Arzobispos: 1
- Cardenales Obispos: 0
- Arzobispos: 0
- Obispos: 6
- Obispos Auxiliares: 2

Total: 15 Obispos pertenecen a la Conferencia Episcopal Honduras
| 1                           | Excmo. Mons. José Vicente Nácher, C.M.                      | Arquidiócesis de Tegucigalpa    | 61 años                                            |
| 2                           | Excmo. Mons. Michael Lenihan                                | Arquidiócesis de San Pedro Sula | 73 años                                            |
| OBISPOS                     |                                                             |                                 |                                                    |
| N.º                         | Nombres y Apellidos                                         | Obispo de la                    | Edad                                               |
| 1                           | Excmo. Mons. Teodoro Gomez Rivera                           | Diócesis de Choluteca           | 62 años                                            |
| 2                           | Excmo. Mons. José Antonio Canales Motiño                    | Diócesis de Danlí               | 63 años                                            |
| 3                           | Excmo. Mons. José Bonello, OFM                              | Diócesis de Juticalpa           | 64 años                                            |
| 4                           | Excmo. Mons. Jenrry Johel Velásquez                         | Diócesis de La Ceiba            | 47 años                                            |
| 5                           | Excmo. Mons. Héctor David García Osorio                     | Diócesis de Santa Rosa de Copán | 58 años                                            |
| 6                           | Excmo. Mons. Jenry Orlando Ruiz Mora                        | Diócesis de Trujillo            | 52 años                                            |
| 7                           | Pbro. XXXXXXXXXXXX, Administrador Diocesano                 | Diócesis de Yoro                | Expresión errónea: palabra «xxxx» desconocida años |
| 8                           | Excmo. Mons. Walter Guillén Soto, S.D.B.                    | Diócesis de Gracias             | 63 años                                            |
| 9                           | 'Excmo. Mons. Angel Falzón, OFM                             | Diócesis de Comayagua           | 67 años                                            |
| OBISPOS AUXILIARES          |                                                             |                                 |                                                    |
| 1                           |                                                             |                                 |                                                    |
| OBISPOS EMÉRITOS            |                                                             |                                 |                                                    |
| N.º                         | Nombres y Apellidos                                         | Obispo Emérito de la            | Edad                                               |
| 1                           | Excmo. Mons. Raúl Corriveau, PME.                           | Diócesis de Choluteca           | 95 años                                            |
| 2                           | Excmo. Mons. Luis Alfonso Santos Villeda, S.D.B.            | Diócesis de Santa Rosa de Copán | 88 años                                            |
| 3                           | Emmo. Sr. Cardenal Oscar Andrés Rodríguez Maradiaga, S.D.B. | Arquidiócesis de Tegucigalpa    | 82 años                                            |
| 4                           | Excmo. Mons. Ángel Garachana Pérez, CMF                     | Arquidiócesis de San Pedro Sula | 80 años                                            |
| 5                           | Excmo. Mons. Guido Charbonneau, P.M.E.                      | Diócesis de Choluteca           | 79 años                                            |
| 6                           | Excmo. Mons. Luis Felipe Solé Fa, CM                        | Diócesis de Trujillo            | 78 años                                            |
| 7                           | Excmo. Mons. Darwin Rudy Andino Ramírez, CRS                | Diócesis de Santa Rosa de Copán | 65 años                                            |
| OBISPOS AUXILIARES EMÉRITOS |                                                             |                                 |                                                    |
| N.º                         | Nombres y Apellidos                                         | Obispo Auxiliar Emérito de la   | Edad                                               |
| 1                           | Excmo. Mons. Rómulo Emiliani Sánchez, CMF.                  | Arquidiócesis de San Pedro Sula | 77 años                                            |
| 2                           | Excmo. Mons. Juan José Pineda Fasquelle, CMF                | Arquidiócesis de Tegucigalpa    | 64 años                                            |